# Hans Nevermann

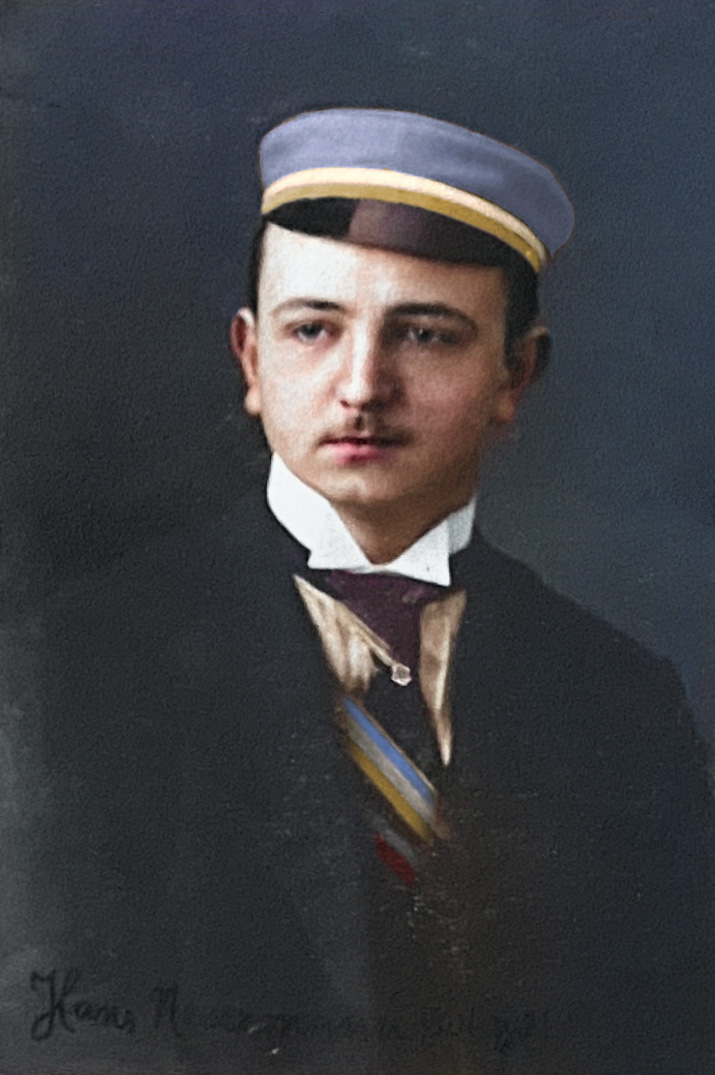
Hans Nevermann als Wingolfit

Hans Paul Friedrich Wilhelm Nevermann (* 25. März 1902 in Schwerin; † 13. November 1982 in Berlin) war ein deutscher Ethnologe, Ozeanist  und Reiseschriftsteller. Sein Hauptforschungsgebiet waren die Südsee und Südostasien.

## Leben
Der Sohn des Postbeamten Willy Nevermann (1870–1954) und der Kaufmannstochter Ella Kentzler (1872–1947) studierte ab 1920 an den Universitäten Hamburg, Heidelberg und München Ethnologie, orientalische Sprachen und Alte Geschichte. In dieser Zeit wurde er Mitglied der christlichen Studentenverbindungen Hamburger Wingolf, Heidelberger Wingolf und Münchener Wingolf. Seit 1922 war er ohne Bezahlung im Museum für Völkerkunde Hamburg tätig. 1924 wurde er in Hamburg zum Dr. phil. promoviert. Mit Werkvertrag arbeitete er später im Völkerkundemuseum in Berlin und danach als Angestellter am Museum für Völkerkunde Dresden.
Er war seit 1931 Kustos der Abteilung Ozeanien im Berliner Museum für Völkerkunde und leitete diese bis zu seiner Pensionierung.
In den Jahren 1933/34 unternahm er eine Expedition nach Melanesien, auf der er Niederländisch-Neuguinea, Neukaledonien, die Loyalitätsinseln und die Neuen Hebriden besuchte. Er sammelte etwa 3100 Gegenstände, machte Tonaufnahmen und führte neben ethnologischen Forschungen geographische und biologische Beobachtungen dadurch. Dabei entdeckte er zwei bis dahin unbekannte Webervogelarten.
1937 wurde Nevermann nach Mecklenburg abgeordnet, um die Schausammlung am Museum für Völkerkunde Rostock neu zu gestalten und wissenschaftlich zu profilieren. Als Dolmetscher für südostasiatische Sprachen wurde er 1942 zum Wehrdienst eingezogen.

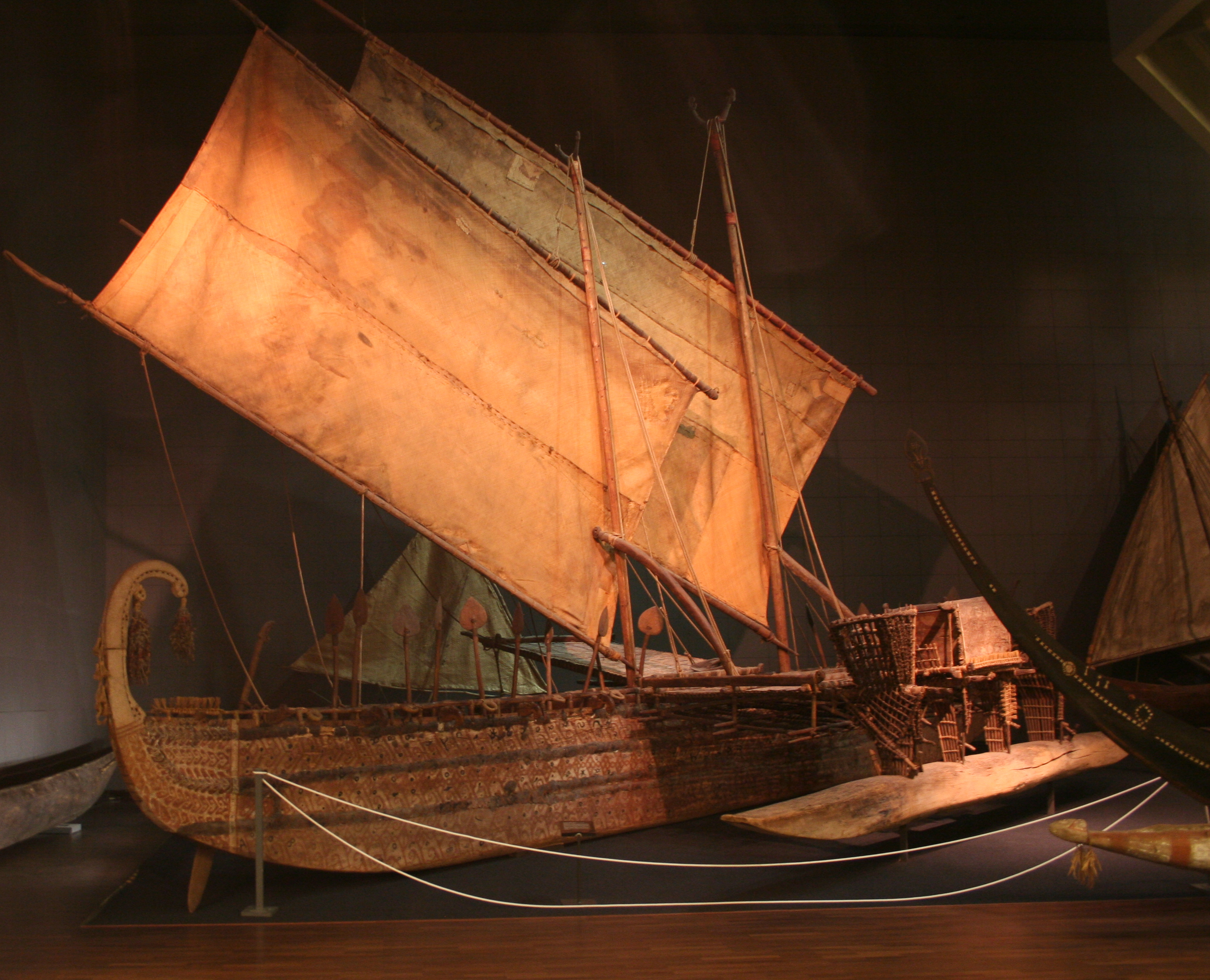
Nevermann veröffentlichte einen Artikel zum Luf-Boot aus dem Ethnologischen Museum Berlin

Im Herbst 1945 wurde ihm, der kein Mitglied der NSDAP gewesen war, wieder die Leitung der Südseeabteilung des Berliner Völkerkundemuseums und zusätzlich die der Abteilungen für Südostasien und Indien übertragen. 1950 lehnte er das Angebot der Leitung des Überseemuseums Bremen ab.
Nevermann war ab 1951 Honorarprofessor für vergleichende Völkerkunde an der Freien Universität Berlin und von 1951 bis 1954 Vorsitzender sowie von 1954 bis 1958 2. Vorsitzender der Berliner Gesellschaft für Anthropologie, Ethnologie und Urgeschichte, an deren Neugründung er wesentlich beteiligt war und deren Archiv er vor dem Krieg geleitet hatte. Er wurde 1957 pensioniert, hielt aber noch bis 1969 Vorlesungen. In Berlin war er Mitglied der Berliner Freimaurerloge Pythagoras zum flammenden Stern.
Bei der Aufarbeitung der Ergebnisse seiner eigenen Expedition und eines Teils der Ergebnisse der Hamburger Südsee-Expedition untersuchte er neben mündlichen Überlieferungen und Religionen vor allem Schifffahrt, Weberei, Masken und Geheimbünde. Mit zusammenfassenden Darstellungen, unter anderem in Hugo Bernatziks „Großer Völkerkunde“ und im „Fischer Lexikon Völkerkunde“, machte er völkerkundliche Kenntnisse einem größeren Publikum zugänglich. Zum Teil wurden seine Schriften in mehrere Sprachen übersetzt.

## Schriften (Auswahl)
- Die Schiffahrt in Ozeanien. Dissertation, Hamburg 1924.
- Südseekunst. Eden, Hamburg 1933.
- Masken und Geheimbünde in Melanesien. Reimar Hobbing, Berlin 1933.
- Bei Sumpfmenschen und Kopfjägern. Union deutsche Verlagsgemeinschaft, Stuttgart / Berlin / Leipzig 1935.
- Die indo-ozeanische Weberei. Friederichsen, de Gruyter & Co. Hamburg 1938.
- Kultur der Naturvölker. Athenaion, Potsdam 1939.
- Ein Besuch bei Steinzeitmenschen. Franckh, Stuttgart 1941.
- Kulis und Kanaken: Forscherfahrten auf Neukaledonien und in den Neuen Hebriden. Gustav Wenzel & Sohn, Braunschweig 1942.
- Götter der Südsee. W. Spemann, Stuttgart 1947 (Sammlung Völkerglaube).
- Die Schiffahrt exotischer Völker. Wigankow, Berlin 1949.